# Emmy Scholem
Emmy Scholem, geborene Emmy Wiechelt (* 20. Dezember 1896 in Hannover; † 14. Juni 1970 ebenda) war eine deutsche KPD-Politikerin in der Weimarer Republik. Sie war verheiratet mit dem KPD-Reichstagsabgeordneten Werner Scholem.

## Jugend
Emmy Scholem wurde als uneheliches Kind der Haushaltshilfe Emma Martha Rock geboren und 1906 vom Vorarbeiter August Wiechelt adoptiert, der dem Kind seinen Namen gab. Emmy wuchs im Hannoveraner Arbeitermilieu auf, erhielt nur eine Volksschulbildung, strebte jedoch seit ihrer frühen Jugend danach, sich beruflich und persönlich fortzubilden. Dies mag einer der Gründe gewesen sein, weshalb sie sich 1911 der Sozialistischen Arbeiter-Jugend anschloss, denn diese Jugendorganisation der Sozialdemokratie vereinte sozialistische Politik mit konkreten Bildungsangeboten für Jugendliche. Emmy lernte den Beruf einer kaufmännischen Angestellten, arbeitete später sowohl als Kontoristin als auch als Stenotypistin und Sekretärin.
In der Hannoveraner Arbeiterjugend lernte sie um 1913 Werner Scholem kennen, der sich in der Bildungsarbeit als Referent engagierte. Die beiden verlobten sich und heirateten Ende 1917. Werner und Emmy Scholem verband die Ablehnung gegen den nationalistischen Kurs der Sozialdemokratie im Ersten Weltkrieg, beide engagierten sich in der Antikriegsbewegung.

## Engagement in der USPD und KPD
Wie viele oppositionelle Sozialdemokraten wechselte Emmy Scholem in die 1917 gegründete USPD, die den Kriegskurs der Mehrheitssozialdemokratie ablehnte. Dort engagierte sie sich gemeinsam mit ihrem Mann, beide unterstützten die Annäherung der USPD an die Kommunistische Internationale. Nach der Spaltung der USPD in einen rechten und linken Flügel stimmten Emmy und Werner Scholem auf dem Vereinigungsparteitag 1920 für eine Zusammenführung der linken USPD mit der 1919 gegründeten KPD.
Nach dem Wechsel in die KPD arbeitete Emmy Scholem als Sekretärin des Zentralkomitees, verlor jedoch mit dem Parteiausschluss ihres Mannes 1926 diesen Posten.

## Verfolgung zur Zeit des Nationalsozialismus
Trotz ihrer Absetzung blieb Emmy Scholem Mitglied der KPD, widmete sich jedoch jetzt hauptsächlich ihrem Beruf. Sie wurde zur Haupternährerin der vierköpfigen Familie, zu der auch die 1919 und 1923 geborenen Töchter Edith Scholem und Renate Scholem zählten. Ihr Erfolg im Beruf ermöglichte dem aufgrund des Parteiausschlusses arbeitslosen Werner ein Jura-Studium. Die erhoffte Karriere als Anwalt konnte Werner jedoch nicht antreten: nach dem Machtantritt der Nationalsozialisten 1933 wurde er gemeinsam mit seiner Frau verhaftet.
Beiden wurde „Wehrkraftzersetzung“ vorgeworfen: als Mitglieder der sogenannten Hansa-Zelle sollen sie im Auftrag der KPD kommunistische Propaganda in der Reichswehr betrieben haben. Beide bestritten diese Vorwürfe stets. Bis heute ungeklärt ist die These, die Verhaftung habe eigentlich Marie Luise von Hammerstein, der Tochter des Reichswehrgenerals Kurt von Hammerstein-Equord gegolten. Diese soll wichtige militärische Dokumente vom Schreibtisch ihres Vaters entwendet haben, die dann über Werner Scholem in die Sowjetunion weitergeleitet wurden.
Die Vorwürfe wurden nie geklärt, Werner Scholem gelang es sogar, 1935 vor dem NS-Volksgerichtshof einen Freispruch zu erreichen. Dennoch wurde er nach dem Prozess in verschiedene Konzentrationslager verschleppt und 1940 im KZ Buchenwald ermordet.

## Flucht nach England
Emmy gelang jedoch 1934 nach einem Hafturlaub gemeinsam mit den beiden Töchtern die Flucht. Sie hatte es geschafft, mit Hilfe des SA-Mitgliedes Heinz Hackebeil eine Haftverschonung zu erwirken, die sie zur Flucht nach Prag nutzte, von wo aus sie schließlich über Paris nach England gelangte. Hackebeil, der angeblich dem Röhm-Flügel der SA angehörte, setzte sich ebenfalls nach England ab.
Im Exil lebte Emmy Scholem unter prekären Verhältnissen. Sie betrieb zunächst ein Inseratenbüro und konnte erst spät eine Arbeitserlaubnis für ihren eigentlichen Beruf erhalten.

## Rückkehr in die Bundesrepublik Deutschland
1949 kehrte Emmy Scholem in die Bundesrepublik Deutschland zurück und lebte zunächst in Hannover, dann zeitweise in Bad Wimpfen, bevor sie 1963 wieder endgültig in die Stadt ihrer Kindheit zurückkehrte. Sie erhielt nach längeren Verwaltungsakten eine Rente als politisch Verfolgte. In Hannover engagierte sie sich sehr in der jüdischen Gemeinde und konvertierte schließlich zum Judentum. Sie starb am 14. Juni 1970 und wurde auf dem Jüdischen Friedhof Bothfeld beigesetzt.
Emmy Scholems Tochter, die 1923 geborene und 2025 verstorbene Renate Scholem, erlangte in den 1950ern unter dem Namen Renee Goddard einige Bekanntheit als Schauspielerin.